# إريوديكتيول
الإريوديكتيول (Eriodictyol) عبارة عن فلافانون ذو طعم لاذع، وهو فلافونويد مستخرج من نبات يربا سانتا (Eriodictyon californicum)، وهو نبات موطنه الأصلي أمريكا الشمالية.  والإريوديكتيول هو واحد من 4 فلافانونات تم التعرف عليها في هذا النبات بصفتها تحتوي على سمات تغير من المذاق، أما الثلاثة الأخرى فهي : هوموإيريوديكتول (homoeriodictyol) وملح الصوديوم الخاص به والإستروبين (sterubin).
كما تم العثور على الإريوديكتيول في غصينات ميليتيا دوتشيسني (Millettia duchesnei)، وفي الإيوباتوريوم أرنوتيانوم (Eupatorium arnottianum)  والليمون ويوجد أحد مركبات الغليكوزيد المتعلقة بهذه المادة في ثمار الورد الناضجة (Rosa canina).